# Kinorhynchus trisetosus
Kinorhynchus trisetosus är en djurart som tillhör fylumet pansarmaskar, och som beskrevs av Higgins 1983. Kinorhynchus trisetosus ingår i släktet Kinorhynchus och familjen Pycnophyidae. Inga underarter finns listade i Catalogue of Life.